# ستيفن موريس
ستيفن موريس (بالإنجليزية: Steven Morris)‏ (14 أبريل 1986 نيو أورلينز الولايات المتحدة - ) هو لاعب كرة قدم أمريكي يلعب كمدافع.